# Mare Undarum

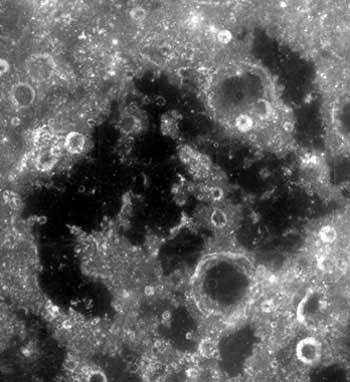
Mare Undarum

Mare Undarum (łac. Morze Fal) to morze księżycowe znajdujące się po widocznej stronie Księżyca, położone na północ od Morza Pieniącego.

Jego średnica ma długość 243 km, zaś jego współrzędne selenograficzne to 6,8° N, 68,4° E.